# Turbanella wieseri
Turbanella wieseri is een buikharige uit de familie van de Turbanellidae. De wetenschappelijke naam van de soort werd voor het eerst geldig gepubliceerd in 2010 door Hummon.